# سیارک ۶۵۲۷
سیارک ۶۵۲۷ (به انگلیسی: 6527 Takashiito، نامگذاری:1992UF6)۶۵۲۷مین سیارک کشف شده‌است که در ۳۱ اکتبر ۱۹۹۲ کشف شد.
قدر مطلق سیارک برابر ۲۴.۵ است.